# Spiroctenus broomi
Spiroctenus broomi is een spinnensoort in de taxonomische indeling van de bruine klapdeurspinnen (Nemesiidae).
Spiroctenus broomi werd in 1917 beschreven door Tucker.